# Walter Trapp (Pädagoge)
Walter Trapp (* 8. April 1930 in Ingolstadt; † 24. Oktober 2020 in Eichstätt) war ein bayerischer Pädagoge und Verbandsfunktionär.

## Leben
Trapp war der Sohn des Hopfenhändlers Martin Trapp. Walter Trapp besuchte die Oberrealschule in Ingolstadt und erreichte dort 1949 sein Abitur. Er begann noch im gleichen Jahr an der Ludwig-Maximilians-Universität München (LMU) Pädagogik (Lehramt für Volksschulen) zu studieren. 1952 beendete er dieses Studium und begann ein Referendariat an verschiedenen bayerischen Volksschulen. 1955 betraute man ihn mit der Leitung der Volksschule in Ehrenberg (heute ein Ortsteil von Pfaffenhofen an der Ilm) und dieses Amt hatte er bis 1958 inne. Während dieser Jahre heiratete er Gertraud Schaipp, mit der er drei Söhne hat.
1958 bis 1959 studierte Trapp wieder in München mit dem Schwerpunkt „Lehramt Realschule“ (deutsch, englisch) und lehrte als Referendar an den Realschulen von Neumarkt in der Oberpfalz, Ingolstadt und bekam anschließend eine Anstellung an der Realschule in Pfaffenhofen/Ilm. Ab 1968 fungierte er dort als Konrektor. 
1964 studierte er Pädagogik, Psychologie und Bayrische Geschichte an der LMU und konnte 1971 konnte er mit seiner Dissertation über den Geschichtsunterricht in Bayern sein Promotionsstudium abschließen; Doktorvater war Richard Schwarz (1910–1985). 
Bis zu seiner Pensionierung 1990 wirkte Trapp dann fast zwanzig Jahre als Direktor der Realschule in Geisenfeld.
Neben seinem Beruf leitete Trapp viele Jahre den BRLV, dessen Ehrenvorsitzender er war. Der Verband Deutscher Realschullehrer ernannte ihn ebenfalls seiner Verdienste wegen zu seinem Ehrenmitglied. 
In der CESI (Confédération Europénne des Syndicats Indepéndants) in Brüssel vertrat Trapp die im deutschen Beamtenbund organisierten Pädagogen.
Mit 90 Jahren verstarb Walter Trapp am 24. Oktober 2020 im Krankenhaus zu Eichstätt; die Beerdigung fand am 29. Oktober auf dem Friedhof von Pfaffenhofen an der Ilm statt.

## Ehrungen
- 1994 Bundesverdienstkreuz 1. Klasse[2]
- 2010 Bayerische Verfassungsmedaille in Silber[3]

Weiterhin ist Trapp Träger des Bundesverdienstkreuzes am Bande.

## Werke (Auswahl)
- Der Einfluß der Regierungsform der Monarchie auf den Geschichtsunterricht in den bayerischen Volksschulen. Universität, Dissertation, München 1971
- 50 Jahre Bayerischer Realschullehrerverband. 1952-2002. BRLV, München 2002